# Gmina Cestica
Gmina Cestica (chorw. Općina Cestica) – gmina w Chorwacji, w żupanii varażdińskiej. W 2011 roku liczyła  5806 mieszkańców.